# Maggie Gobran

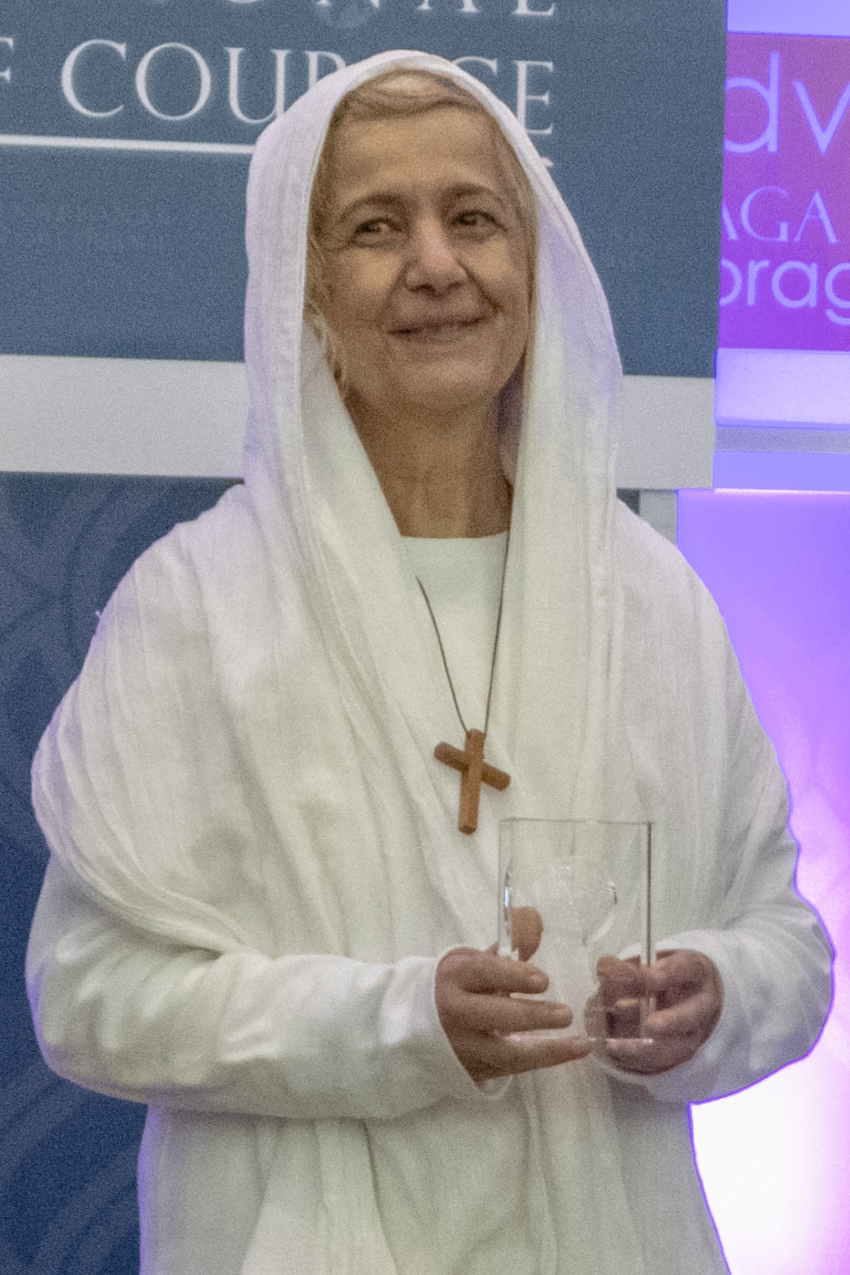
Maggie Gobran năm 2019

Maggie Gobran, còn gọi là Mama Maggie, là một phụ nữ người Copt và là một Kitô hữu, là người sáng lập và giám đốc điều hành của tổ chức từ thiện phi lợi nhuận Stephen's Children ở Cairo, Ai Cập. Cô cũng là giáo sư khoa học máy tính tại Đại học Mỹ ở Cairo. Cô đã kết hôn và có một con trai và một con gái. Cô được vào danh sách đề cử giải Nobel Hòa bình 2012.

## Cuộc đời
Maggie Gobran, thường được gọi là Mẹ Têrêsa ở Cairo, là một phụ nữ người Kitô giáo Copt, người đã từng sống một lối sống thượng lưu được che chở khỏi nghèo đói và khốn khổ, nhưng vẫn trải qua giai đoạn bị bắt bớ vì là một Kitô hữu ở Ai Cập. Năm 1989, cô từ bỏ sự nghiệp học tập để trở thành một Kitô hữu phục vụ Chính thống giáo Copt và thành lập tổ chức từ thiện Stephen's Children, với mục đích cải thiện cuộc sống của con cái Kitô hữu và gia đình sống ở các khu ổ chuột ở Cairo và các cộng đồng nghèo khó ở vùng nông thôn Thượng Ai Cập. Cô cũng cung cấp trợ giúp cho trẻ em Hồi giáo và Bahá'í có hoàn cảnh nghèo khó.
Năm 2019, cô được Bộ Ngoại giao Hoa Kỳ và Đệ nhất phu nhân Hoa Kỳ Melania Trump trao tặng Giải thưởng quốc tế cho Phụ nữ can đảm.